# Iridium natif
L'iridium natif est une espèce minérale naturelle, corps simple métallique, extrêmement dense et très rare de formule chimique Ir, correspondant à l'élément chimique iridium noté Ir. L'iridium appartient à la classe minéralogique des éléments natifs, en particulier il s'agit d'un métal natif. Il est presque toujours associé intimement à des teneurs appréciables d'osmium, de ruthénium, de platine au point que la formule chimique se décline en (Ir,Os,Ru) ou (Ir,Os,Ru,Pt) en mentionnant ces métaux par les teneurs décroissantes les plus banales. 
Il se présente le plus communément en cristaux opaques, en paillettes ou grains, opaques à éclat métallique blanc étain, avec les minerais platinifères, de même que dans les principaux placers fluviaux ou marins, actuels ou fossiles, de platine natif. 

## Historique de la description et de l'appellation
Un topotype parfois cité est la rivière Pustaya, dans le district minier ou oblast du Kamchatka en Russie (Sibérie orientale).
Ce n'est qu'entre 1803 et 1804 que le chimiste anglais Smithson Tennant démontre que l'existence de ce corps simple et en particulier l'oxyde d'iridium est issu d'un élément particulier, qu'il nomme iridium en latin, du mot gréco-romain iris, arc en ciel, multicolore. Le corps simple naturel, bel et bien présent dans certaines pépites de platine qui se comporte à l'eau régale comme les principaux minerais, est alors nommé en latin ou en anglais iridium nativum.
D'autres vieilles appellations synonymes sont l'osmiridium ou zvyagintsev en Russie, le ruthenosmiridium. Le platiniridium ou le ruthèneiridium sont d'autres synonymes. 
La rutheniridosmine est une autre espèce minérale reconnue de maille hexagonale. L'irite est souvent un mélange complexe de minéraux notamment platinoïdes.

## Cristallographie et cristallochimie
La maille de son système cristallin est cubique compacte. Ce qui explique sa densité record pour un corps simple natif. 
Le minéral fait partie en seconde position du groupe du platine, rassemblant des éléments natifs métalliques dit platinoïdes au sens chimique mais de me groupe de symétrie. Il s'agit du rhodium natif et du palladium natif, et en premier lieu du platine natif selon la classification de Dana ou dans un ordre différent dans la classification de Strunz.

## Propriétés physiques et chimiques, toxicologie
Ce métal blanc argenté métallique de la famille des platinoïdes lourds avec l'osmium natif Os et le platine natif Pt est très dur. 
L'iridium métal se corrode très difficilement. Cette propriété permet d'augmenter notablement la résistance à la corrosion dans les alliages, notamment avec l'osmium. L'iridium natif ou le corps simple iridium est plus fusible que l'osmium natif.
Chauffé au rouge vif à plus de 900 °C, il se forme rapidement à sa surface le dioxyde d'iridium IrO2, corps chimique solide noir instable à partir de 1 400 °C. 
Il est très stable sur un plan chimique en milieu réducteur et son point de fusion est élevé. Il a une tension de vapeur très faible.
Il s'agit d'un métal, bon conducteur de la chaleur et de l'électricité.
Ce corps simple métal blanc argent est insoluble dans les alcalis et les acides forts, à l'exception de l'eau régale.
Ses alliages avec le platine, l'iridium et le palladium présente une grande dureté recherchée. 

### Analyse, distinction
Les impuretés les plus communes sont le platine Pt, le palladium Pd, le rhodium Rh, l'or Au, le Cu, le Fe si on considère que les platinoïdes osmium Os et ruthénium Ru sont généralement présentes dans la composition des échantillons d'iridium natif. 
L'iridium natif de Nijni Taguil dans les monts Oural comporte grosso modo 74 % d'Ir, 19 % de Pt, 5 % de Cu et 2 % de Pd. Celui des placers de Sorashigawa en Hokkaïdo en moyenne 62 % d'Ir, 32 % d'Os, 3 % de Ru, 2 % de Cu et 1 % de Fe.
L'osmiridium (Ir,Os) est une variété de cette espèce minérale de maille cubique, l'iridium natif.
Le ruthénium natif (Ru,Ir,Os) de symétrie hexagonale contient des quantités parfois appréciables d'iridium et d'osmium.

### Toxicité

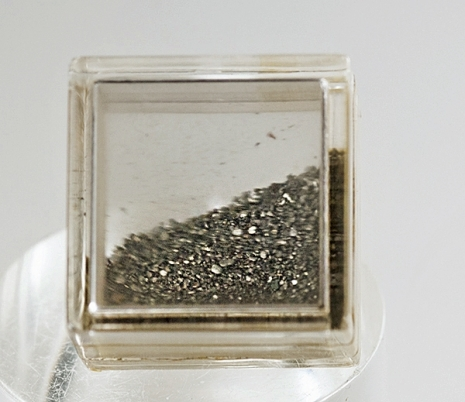
Iridium natif, variété riche en osmium nommée osmiridium sous forme d'une multitude de grains ou paillettes avec quelques fines pépites, blanc d'argent brillant. Taille de l'amas ou petit magot de 2,5 cm x 2,5 cm x 1,9 cm au fond d'un vieux tube de verre. Matière collectée sur les placers de l'Oural à la Belle Époque en Russie. Musée Field de Chicago.

## Gîtologie, occurrences et gisements
Il apparaît le plus souvent dans les gîtes associés aux roches magmatiques éruptives ultrabasiques, ou parfois également dans les filons de quartz.
Ce sont des roches (ultra)mafiques, c'est-à-dire des roches basiques à ultrabasiques, qui livrent le plus facilement des échantillons inclus d'osmium natif. 
Après érosion des gisements, ces fins morceaux et particules se retrouvent avec le sable des placers. Les placers des rivières aux sables potentiellement aurifères ou platinifères dévoilent très souvent des paillettes et grains roulés d'iridium natif. 
L'iridium natif peut être présent dans les minerais de nickel. Il peut être disséminés dans les alliages de fer et de platine.
Minéraux associés : métaux natifs, alliage à base de Pt (syssertskite, newjanskite), alliage à base de Ru, sperrylite PtAs2, coopérite PtS, laurite RuS2, vysotskite (Pd,Ni)S, sulfures (lors des cristallisations hydrothermales), vassilite (Pd,Cu)16(S,Te)7, limonite 

### Gisements relativement abondants ou caractéristiques
- Albanie
- Afrique du Sud

Bushveld ou Bushvoeld Complex, Province Limpopo
Witwatersrand field (Transvaal).
- Allemagne

Placer du Danube, Straubing, Basse-Bavière
- Argentine
- Australie

en Nouvelle-Galles du Sud
Adamsfield, Tasmanie
- Autriche
- Brésil

Bahia
- Bulgarie
- Canada

Placer de Bear Creek, près de la rivière Tulameen, Colombie britannique
couches minière nickélifères et cuprifères incluant des platinoïdes, Wellgreen, Territoire du Yukon
Québec
- Chili
- Chine

dépôt de Jinbaoshan Pt-Pd-Ni-Cu, Yunnan
- Colombie

Rio Pilpe, Municipalité de Guapi, département Cauca, district de Papayan
- Costa Rica
- Équateur

Province d'Esmeralda
- États-Unis

Fox Gulch, Goodnews Bay District, Alaska
Placers ou mines près des monts Klamath, comté de Trinity, Californie
Mine Boss, district minier de Goodsprings, comté de Clark, Nevada
Placers de Josephine creek, Oregon
Washington
- Éthiopie
- Finlande

Kemi, Laponie
- France

Alluvions noires de la Durance
- Grèce
- Grande-Bretagne

îles Shetland
- Inde
- Indonésie

Bornéo
- Iran
- Italie
- Japon

Placers (associé à la coopérite et tétraferroplatine) à Sorashigawa dans la province de Sorashi, placers de l'Uryugawa, province Kamikawa, île d'Hokkaïdo
- Maroc

Bou Azer, Ouarzazate
- Nouvelle-Calédonie
- Nouvelle -Zélande

Rivière Pirogue, Province du sud
- Norvège

Leka, Nord-Trondelag
Østhammeren (Osthammeren) à l'est du lac Ferhagen, municipalité de Røros, Sør-Trøndelag
- Nouvelle-Zélande

Ironstone Creek, Parapara, île du sud
- Papouasie-Nouvelle-Guinée

Placer Ioma sur la rivière Waria, champ aurifère de Yodda
- Russie

Mines et cours d'eau des monts Oural, par exemple région de Nizhni Tagil
Divers placers (par exemple de la rivière Pustaya) ou gisements dans les régions extrêmes-orientales proches du Kamtchatka ou du Koryak-Kamchatka
- Turquie
- Tchéquie

## Usages
Il s'agit d'un métal relativement précieux par sa rareté et ses usages assez variés. 
Les alliages avec le platine, l'iridium et le palladium sont très durs et stables. Ils servent à la confection de pointes de plume ou de stylos, d'aiguilles à injection ou de tourne-disques, d'assises ou de pivot d'instruments de précision scientifiques, de pignons et de roulement à billes. Ils peuvent encore servir de filaments d'ampoules électriques ou de contact électrique.  